# Wonomlati
Wonomlati is een bestuurslaag in het regentschap Sidoarjo van de provincie Oost-Java, Indonesië. Wonomlati telt 4103 inwoners (volkstelling 2010).